# David Berry
David Berry, född den 18 januari 1984 i Toronto, Kanada, är en australisk skådespelare. Berry föddes av australiska föräldrar, men familjen flyttade till Sydney när han var sju år.

## Roller

### TV-serier
| Year      | Series                         | Role           | Note                                     |
| --------- | ------------------------------ | -------------- | ---------------------------------------- |
| 2017–     | Outlander                      | Lord John Grey | Från och med säsong 3                    |
| 2013–2018 | Hemma igen                     | James Bligh    |                                          |
| 2012      | Home and Away                  | Logan Meyer    | 10 avsnitt                               |
| 2012      | Miss Fisher's Murder Mysteries | Alastair       | Avsnittet "Murder on the Ballarat Train" |

### Filmer
| Year | Film    | Role   | Note    |
| ---- | ------- | ------ | ------- |
| 2013 | Progeny | Damien | TV-film |